# Bradina impressalis
Bradina impressalis là một loài bướm đêm trong họ Crambidae.